# Région amazonienne (Colombie)

Région amazonienne sur une carte de Colombie.

La région amazonienne est une région naturelle de Colombie. C'est une zone de forêts denses et de grands fleuves tributaires de l'Amazone.
L’Amazonie colombienne occupe 400 000 km2, soit un peu plus du tiers du pays. Elle comprend une faune et une flore très riches.

## Déforestation
La déforestation tend à s’accélérer dans l'Amazonie colombienne. Selon les données officielles des autorités colombiennes, elle a perdu 98 000 hectares en 2019 et 109 000 hectares en 2020.
Cette crise environnementale s’accentue depuis 2016 avec la signature de l’accord de paix entre le gouvernement et la guérilla des Forces armées révolutionnaires de Colombie (FARC). Après le désarmement des guérilleros, un réseau de «groupes armés illégaux, d’acteurs privés et de fonctionnaires corrompus a profité du vide pour étendre leur pouvoir et leurs activités économiques illégales, dont la plupart ont un impact négatif sur la nature ». Les communautés indigènes « sont particulièrement affectées, parce qu’elles perdent leurs terres et leurs moyens de subsistance, et sont la cible de violences et de déplacements forcés ».
Le chercheur Juan Carlos Garzon de la Fondation des idées pour la paix souligne que « les communautés locales, les ONG et les institutions qui tentent de protéger l’Amazonie sont entrées en conflit avec les intérêts de ces groupes puissants et, par conséquent, sont de plus en plus la cible d’attaques ». Au moins 65 militants écologistes ont été assassinés en 2020 en Colombie, ce qui fait de ce pays le plus dangereux au monde pour les défenseurs de l’environnement.